# シンフォニア東武
株式会社シンフォニア東武（シンフォニアとうぶ　Symphonia Tobu）は、埼玉県春日部市にある東武鉄道株式会社が障害者雇用を促進するために設立した特例子会社。
埼玉県内の鉄道事業者において、初の特例子会社となる。
東武伊勢崎線沿線を中心に、埼玉県東部地区から東京都内にいたる複数の行政機関ならびに沿線地域の就労支援機関と連携して障害者雇用を支えるネットワークを構築するなど、鉄道事業者の特性を活かしつつ知的障害者等の雇用拡大に努めている。

## 沿革
- 平成19年(2007年)
  - 1月30日　企業創立
  - 4月1日　営業開始
  - 11月26日　特例子会社認定